# 1952-es magyar férfi vízilabdakupa
A magyar férfi vízilabdakupa 1952-es kiírását a Bp. Dózsa nyerte. Az 1952-es OB I hat csapata (Bp. Vasas, Bp. Bástya, Bp. Honvéd, Szolnoki Dózsa, Egri Fáklya, Bp. Lokomotív) a selejtező harmadik fordulójában, az 1951-es magyar férfi vízilabdakupa döntősei (Bp. Dózsa, Bp. Kinizsi) a negyeddöntőben kapcsolódtak be a küzdelembe.

## Eredmények

### Selejtező

#### 1. forduló
játéknap: november 14., 15., 16., 17., 18. 
| 1. csapat                  | Eredmény     | 2. csapat        |
| -------------------------- | ------------ | ---------------- |
| Bp. Vörös Meteor           | 6–1          | Bp. Postás       |
| Fáklya Opera               | 15–2         | Vasas Forgácsoló |
| Vasas BVK                  | játék nélkül | Vasas MÁVAG      |
| Előre MÁVAUT               | 6–3          | Szegedi Dózsa    |
| Debreceni Honvéd           | játék nélkül | Győri Vasas      |
| Csepeli Vasas              | 8–0          | Miskolci Bástya  |
| III. kerületi Vörös Lobogó | 4–3          | Esztergomi Dózsa |
| Vasas Izzó                 | 8–2          | Bp. Szikra       |
| Bp. Előre                  | 1–2          | Bp. Haladás      |
| Bp. Lendület               | erőnyerő     |                  |
| Ceglédi Lokomotív          | erőnyerő     |                  |
| Tatabányai Bányász         | erőnyerő     |                  |

#### 2. forduló
játéknap: november 22., 23.
| 1. csapat     | Eredmény | 2. csapat                  |
| ------------- | -------- | -------------------------- |
| Vasas MÁVAG   | 6–4      | III. kerületi Vörös Lobogó |
| Bp. Lendület  | 3–5      | Bp. Vörös Meteor           |
| Csepeli Vasas | 5–1      | Debreceni Honvéd           |
| Előre MÁVAUT  | 3–0      | Ceglédi Lokomotív          |
| Fáklya Opera  | 6–4      | Tatabányai Bányász         |
| Vasas Izzó    | 6–5      | Bp. Haladás                |

#### 3. forduló
| 1. csapat      | Eredmény     | 2. csapat        |
| -------------- | ------------ | ---------------- |
| Bp. Vasas      | 8–0          | Vasas MÁVAG      |
| Szolnoki Dózsa | 10–0         | Csepeli Vasas    |
| Bp. Honvéd     | 8–0          | Bp. Vörös Meteor |
| Bp. Lokomotív  | 9–2          | Előre MÁVAUT     |
| Egri Fáklya    | 9–2          | Fáklya Opera     |
| Bp. Bástya     | játék nélkül | Vasas Izzó       |

### Negyeddöntő
játéknap: december 6., 7.
| 1. csapat      | Eredmény | 2. csapat     |
| -------------- | -------- | ------------- |
| Bp. Dózsa      | 3–2      | Bp. Vasas     |
| Bp. Bástya     | 6–1      | Bp. Lokomotiv |
| Szolnoki Dózsa | 4–3      | Egri Fáklya   |
| Bp. Honvéd     | 3–1      | Bp. Kinizsi   |

### Elődöntő
játéknap: december 13., 14.
| 1. csapat  | Eredmény | 2. csapat      |
| ---------- | -------- | -------------- |
| Bp. Dózsa  | 4–3      | Bp. Honvéd     |
| Bp. Bástya | 2–0      | Szolnoki Dózsa |

### Döntő
| 1952. december 21. 20:10 | Bp. Dózsa                    | 4–2 | Bp. Bástya        | Sportuszoda Nézőszám: 2500 Játékvezetők: Boér János |
| 1952. december 21. 20:10 | (2–1)                        |     |                   | Sportuszoda Nézőszám: 2500 Játékvezetők: Boér János |
| 1952. december 21. 20:10 | Spliesz 2 Martin 1 Kislégi 1 |     | Kőnigh 1 Hámori 1 | Sportuszoda Nézőszám: 2500 Játékvezetők: Boér János |

A Bp. Dózsa kupagyőztes csapata: Kun György – Gyarmati Dezső, Kislégi Kálmán, Martin Miklós, Spliesz Sándor, Vágó II Imre, Vízvári György, edző: Sárkány Miklós